# Campeonato Mundial de 49er
O Campeonato Mundial de 49er é a máxima competição internacional das classes de vela 49er (homens) e 49erFX (mulheres). Realiza-se anualmente desde 1997 baixo a organização da Federação Internacional de Vela (ISAF). A classe 49er, aberta para velejadores de ambos sexos até 2012, é uma classe olímpica desde os Jogos Olímpicos de Sydney 2000; a classe feminina 49erFX é olímpica desde Rio de Janeiro 2016.

## Palmarés

### Masculino (49er)
| No.   | Ano  | Sede                           | Ouro                                                  | Prata                                             | Bronze                                              |
| ----- | ---- | ------------------------------ | ----------------------------------------------------- | ------------------------------------------------- | --------------------------------------------------- |
| I     | 1997 | Perth · ( Austrália)           | Christopher Nicholson · Daniel Phillips · Austrália   | Jonathan McKee · Charles McKee · Estados Unidos   | Morgan Larson · Kevin Hall · Estados Unidos         |
| II    | 1998 | Bandol · ( França)             | Christopher Nicholson · Daniel Phillips · Austrália   | Andrew Budgen · Ian Budgen · Reino Unido          | Morgan Larson · Kevin Hall · Estados Unidos         |
| III   | 1999 | Melbourne · ( Austrália)       | Christopher Nicholson · Edward Smyth · Austrália      | Adam Beashel · Teague Czislowski · Austrália      | Morgan Larson · Kevin Hall · Estados Unidos         |
| IV    | 2000 | Guaymas · ( México)            | Santiago López-Vázquez · Javier de la Plaza · Espanha | Marcus Baur · Philip Barth · Alemanha             | Thomas Johanson · Jyrki Järvi · Finlândia           |
| V     | 2001 | Malcesine · ( Itália)          | Jonathan McKee · Charles McKee · Estados Unidos       | Iker Martínez · Xabier Fernández · Espanha        | Rodion Luka · Heorhi Leonchuk · Ucrânia             |
| VI    | 2002 | Kaneohe · ( Estados Unidos)    | Iker Martínez · Xabier Fernández · Espanha            | Christopher Draper · Simon Hiscocks · Reino Unido | Paul Brotherton · Mark Asquith · Reino Unido        |
| VII   | 2003 | Cádis · ( Espanha)             | Christopher Draper · Simon Hiscocks · Reino Unido     | Christoffer Sundby · Frode Bovim · Noruega        | Rodion Luka · Heorhi Leonchuk · Ucrânia             |
| VIII  | 2004 | Atenas · ( Grécia)             | Iker Martínez · Xabier Fernández · Espanha            | Christopher Draper · Simon Hiscocks · Reino Unido | Marcus Baur · Max Groy · Alemanha                   |
| IX    | 2005 | Moscovo · ( Rússia)            | Rodion Luka · Heorhi Leonchuk · Ucrânia               | Christopher Draper · Simon Hiscocks · Reino Unido | Pietro Sibello · Gianfranco Sibello · Itália        |
| X     | 2006 | Aix-les-Bains · ( França)      | Christopher Draper · Simon Hiscocks · Reino Unido     | Athanasios Pajumas · Athanasios Siuzios · Grécia  | Stephen Morrison · Ben Rhodes · Reino Unido         |
| XI    | 2007 | Cascais · ( Portugal)          | Stephen Morrison · Ben Rhodes · Reino Unido           | Nico Delle Karth · Nikolaus Resch · Áustria       | Nathan Outteridge · Ben Austin · Austrália          |
| XII   | 2008 | Melbourne · ( Austrália)       | Nathan Outteridge · Ben Austin · Austrália            | Stephen Morrison · Ben Rhodes · Reino Unido       | Rodion Luka · Heorhi Leonchuk · Ucrânia             |
| XIII  | 2009 | Riva del Garda · ( Itália)     | Nathan Outteridge · Iain Jensen · Austrália           | John Pink · Richard Peacock · Reino Unido         | Pietro Sibello · Gianfranco Sibello · Itália        |
| XIV   | 2010 | Freeport · ( Bahamas)          | Iker Martínez · Xabier Fernández · Espanha            | Nathan Outteridge · Iain Jensen · Austrália       | Pietro Sibello · Gianfranco Sibello · Itália        |
| XV    | 2011 | Perth · ( Austrália)           | Nathan Outteridge · Iain Jensen · Austrália           | Peter Burling · Blair Tuke · Nova Zelândia        | Emil Toft Nielsen · Simon Toft Nielsen · Dinamarca  |
| XVI   | 2012 | Zadar · ( Croácia)             | Nathan Outteridge · Iain Jensen · Austrália           | Peter Burling · Blair Tuke · Nova Zelândia        | Allan Nørregaard · Peter Lang · Dinamarca           |
| XVII  | 2013 | Marselha · ( França)           | Peter Burling · Blair Tuke · Nova Zelândia            | Marcus Hansen · Josh Porebski · Nova Zelândia     | Emmanuel Dyen · Stéphane Christidis · França        |
| XVIII | 2014 | Santander · ( Espanha)         | Peter Burling · Blair Tuke · Nova Zelândia            | Jonas Warrer · Anders Thomsen · Dinamarca         | Nathan Outteridge · Iain Jensen · Austrália         |
| XIX   | 2015 | Buenos Aires · ( Argentina)    | Peter Burling · Blair Tuke · Nova Zelândia            | Nathan Outteridge · Iain Jensen · Austrália       | Arturo Alonso · Federico Alonso · Espanha           |
| XX    | 2016 | Clearwater · ( Estados Unidos) | Peter Burling · Blair Tuke · Nova Zelândia            | Nico Delle Karth · Nikolaus Resch · Áustria       | Dylan Fletcher-Scott · Alain Sign · Reino Unido     |
| XXI   | 2017 | Matosinhos · ( Portugal)       | Dylan Fletcher-Scott · Stuart Bithell · Reino Unido   | James Peters · Fynn Sterritt · Reino Unido        | Benjamin Bildstein · David Hussl · Áustria          |
| XXII  | 2018 | Aarhus · ( Dinamarca)          | Šime Fantela · Mihovil Fantela · Croácia              | Mathieu Frei · Noé Delpech · França               | Tim Fischer · Fabian Graf · Alemanha                |
| XXIII | 2019 | Auckland · ( Nova Zelândia)    | Peter Burling · Blair Tuke · Nova Zelândia            | Erik Heil · Thomas Plößo · Alemanha               | Dylan Fletcher-Scott · Stuart Bithell · Reino Unido |
| XXIV  | 2020 | Geelong · ( Austrália)         | Peter Burling · Blair Tuke · Nova Zelândia            | Diego Botim · Iago López · Espanha                | Erik Heil · Thomas Plößo · Alemanha                 |

1. 1 2 3 4 5  Celebrado no Campeonato Mundial de Vela Olímpica.

### Feminino (49er FX)
| Não.  | Ano  | Sede                           | Ouro                                               | Prata                                                | Bronze                                               |
| ----- | ---- | ------------------------------ | -------------------------------------------------- | ---------------------------------------------------- | ---------------------------------------------------- |
| XVII  | 2013 | Marselha · ( França)           | Alexandra Maloney · Molly Meech · Nova Zelândia    | Martine Grael · Kahena Kunze · Brasil                | Sarah Steyaert · Julie Bossard · França              |
| XVIII | 2014 | Santander · ( Espanha)         | Martine Grael · Kahena Kunze · Brasil              | Ida Baad Nielsen · Marie Thusgaard Olsen · Dinamarca | Giulia Conti · Francesca Clapcich · Itália           |
| XIX   | 2015 | Buenos Aires · ( Argentina)    | Giulia Conti · Francesca Clapcich · Itália         | Martine Grael · Kahena Kunze · Brasil                | Ida Baad Nielsen · Marie Thusgaard Olsen · Dinamarca |
| XX    | 2016 | Clearwater · ( Estados Unidos) | Tamara Echegoyen · Berta Betanzos · Espanha        | Maiken Foght Schütt · Anne-Julie Schütt · Dinamarca  | Victoria Jurczok · Anika Lorenz · Alemanha           |
| XXI   | 2017 | Matosinhos · ( Portugal)       | Jena Hansen · Katja Salskov-Iversen · Dinamarca    | Martine Grael · Kahena Kunze · Brasil                | Alexandra Maloney · Molly Meech · Nova Zelândia      |
| XXII  | 2018 | Aarhus · ( Dinamarca)          | Annemiek Bekkering · Annette Duetz · Países Baixos | Tanja Frank · Lorena Abicht · Áustria                | Sophie Weguelin · Sophie Ainsworth · Reino Unido     |
| XXIII | 2019 | Auckland · ( Nova Zelândia)    | Annemiek Bekkering · Annette Duetz · Países Baixos | Martine Grael · Kahena Kunze · Brasil                | Ida Baad Nielsen · Marie Thusgaard Olsen · Dinamarca |
| XXIV  | 2020 | Geelong · ( Austrália)         | Tamara Echegoyen · Paula Barceló · Espanha         | Charlotte Dobson · Saskia Tidey · Reino Unido        | Stephanie Roble · Maggie Shea · Estados Unidos       |

1. 1 2  Celebrado no Campeonato Mundial de Vela Olímpica.

## Medalheiro histórico total
- Actualizado até Geelong 2020.

| Ordem | País           | Medalha de ouro | Medalha de prata | Medalha de bronze | Total |
| ----- | -------------- | --------------- | ---------------- | ----------------- | ----- |
| 1     | Austrália      | 7               | 3                | 3                 | 13    |
| 2     | Nova Zelândia  | 7               | 3                | 1                 | 11    |
| 3     | Espanha        | 6               | 2                | 1                 | 9     |
| 4     | Reino Unido    | 4               | 8                | 5                 | 17    |
| 5     | Países Baixos  | 2               | 0                | 0                 | 2     |
| 6     | Dinamarca      | 1               | 4                | 4                 | 9     |
| 7     | Brasil         | 1               | 4                | 0                 | 5     |
| 8     | Estados Unidos | 1               | 1                | 4                 | 6     |
| 9     | Itália         | 1               | 0                | 4                 | 5     |
| 10    | Ucrânia        | 1               | 0                | 3                 | 4     |
| 11    | Croácia        | 1               | 0                | 0                 | 1     |
| 12    | Áustria        | 0               | 3                | 1                 | 4     |
| 13    | Alemanha       | 0               | 1                | 4                 | 5     |
| 14    | França         | 0               | 1                | 2                 | 3     |
| 15    | Grécia         | 0               | 1                | 0                 | 1     |
| 15    | Noruega        | 0               | 1                | 0                 | 1     |
|       | TOTAL          | 32              | 32               | 32                | 96    |